# سولوی وانگ
سولوی وانگ (انگلیسی: Sølvi Wang; ۲۸ اوت ۱۹۲۹ – ۳۱ مهٔ ۲۰۱۱) هنرپیشه، خوانندگی، کمدین اهل نروژ بود.